# Galéria Savaria
A Galéria Savaria egy online piactér, amely a következő kategóriákba tartozó tárgyak eladásához és vásárlásához biztosít felületet: lakberendezés, régiségek, műalkotások, ékszerek, retro, vintage, gyűjteményes darabok, kézműves termékek és ruházati cikkek. Az oldalt a Galeria Savaria LLC üzemelteti.

## Története
Az oldal 2008-ban indult, majd az évek során Magyarország egyik leglátogatottabb aukciós oldalává nőtte ki magát. 2010-ben a Magyar Tartalomipari Szövetség által szervezett eFestival díj I. helyezettje lett. Az internetes régiségkereskedelem meghatározó szereplője, amelyet statisztikai mutatói is alátámasztanak: 2016 júniusában a hirdetések száma elérte a 170 000-et, a meghirdetett tárgyak összértéke meghaladta a 6 milliárd forintot. Az Alexa rangsorolása szerint Magyarország 115. legnépszerűbb oldala.

## Működése

### Eladás
A Galéria Savarián a következő kategóriákba tartozó tételek hirdethetők meg: lakberendezés, régiségek, műalkotások, ékszerek, retro, vintage, gyűjteményes darabok, kézműves termékek és ruházati cikkek. Ahhoz, hogy egy felhasználó eladóvá váljon, eladói státusz megszerzése szükséges. A tárgyak két eladási formában hirdethetők meg:

#### Fix áras hirdetés
A vásárló az eladó által meghatározott áron vásárolhatja meg a terméket. Az eladó továbbá engedélyezheti az alkuopciót is a hirdetéshez, amely lehetővé teszi, hogy az érdeklődők ajánlatot küldjenek a termékre. Az ajánlatot az eladó elfogadhatja, elutasíthatja vagy ellenajánlatot tehet rá. A fix áras hirdetés a feltöltési dátumtól számított 12 hónapig marad elérhető a Galéria Savarián, vagy amíg azt meg nem vásárolják.

#### Aukciós hirdetés
Az érdeklődők licitálhatnak a termékre és a legmagasabb licitajánlatot tevő felhasználó nyeri meg a tételt. Aukciós hirdetés esetén úgy nevezett villámárat is meghatározhat az eladó, amely lehetővé teszi, hogy a vásárló az aukció lejárta előtt fix áron megvásárolja a terméket. Az aukciós hirdetések időtartamát az eladó határozza meg. Egy aukció az eladó választásától függően 1, 3, 5, 7, 10 vagy 14 napig tarthat.
A Galéria Savarián a fix áras hirdetések, illetve az 1 Ft-ról indított aukciós hirdetések feltöltése ingyenes. Az 1 Ft-nál nagyobb kikiáltási árról indított aukciók indításának díja 5 Ft. A termékek árát az eladó határozza meg, az oldalnak nincs beleszólása az árképzésbe.
A piactér elsődleges bevételi forrása az eladási jutalék, amelynek mértéke 5% és kizárólag a sikeres, létrejött adásvételek után kerül felszámításra. Az eladók, saját belátásuk szerint további eladást segítő funkciókat vehetnek igénybe, ilyen például a leárazás, az újralistázás, a kiemelési funkciók, illetve a kirakat.

### Vásárlás
A keresés és a böngészés folyamata egyszerű a Galéria Savarián. A látogató a fejlécben található keresőt használva begépelheti a keresett tárgyat vagy az összes tételt listázó Termékek oldalon szabadon böngészhet a feltöltött hirdetések között. Ha a leendő vásárló egy konkrét kategóriában lévő hirdetések iránt érdeklődik, a kategórialistában választhat a felkínált opciók közül,  amelyekre kattintva további alkategóriák jelennek meg. Ezen felül a szűrőt használva további opciók alapján is szűkíthető a találati lista.
A hirdetésre kattintva a vevő megtekintheti a tárgyra vonatkozó információkat, továbbá az értékelések segítségével tájékozódhat az eladó megbízhatóságáról. Kérdés esetén a Galéria Savaria beépített üzenetrendszerén keresztül kommunikálhat az eladóval. A kiszemelt terméket a Megvásárolom gombra kattintva, a lépéseken végighaladva lehet megvásárolni. Aukciós hirdetés esetén az érdeklődő megteheti licitjét és figyelemmel követheti az aukció alakulását.

### Értékelések
A Galéria Savarián az eladók és a vevők visszajelzést, úgynevezett értékelést írnak egymásról. Ezek az értékelések nemcsak azért hasznosnak, mert a közösség tagjai tájékozódhatnak egy-egy vevőről vagy eladóról, hanem azért is, mert a Galéria Savaria ezen értékelések alapján tudja kiszűrni azokat a felhasználókat, akik szabálytalan tevékenységükkel bosszúságot okoznak az online piactér közösségének.
A vevők a pozitív, semleges és negatív értékelés mellett további 4 tényező szerint is minősítik az eladókat 1-5-ig terjedő csillagos értékelés formájában.
A részletes értékelés további tájékozódási lehetőséget jelent a leendő vevők számára az eladó megbízhatóságáról:
- Mennyire volt pontos a termék leírása?
- Mennyire volt elégedett a kommunikációval?
- Milyen gyors volt a szállítás?
- Mennyire volt reális a szállítási költség?

2015 júniusában az online piactér értékelési rendszere módosításra került. A módosításnak köszönhetően a Galéria Savaria megakadályozta, hogy felhasználóinak jogtalan értékeléstől – például "bosszú negatívtól" – kelljen tartaniuk, illetve hatékonyabbá tette a szabálytalan felhasználók kiszűrését.

## Fontosabb funkciók

### Termékfigyelés
A termék megfigyelésével a vevő elmentheti az őt érdeklő hirdetéseket. A funkció használatával nemcsak egy helyen találhatja meg a követni kívánt hirdetéseket, hanem a rendszer értesítőt küld a terméket érintő fontosabb változásokról.

### Keresés mentése
A keresés mentése lehetővé teszi, hogy a látogató akár óránkénti e-mail értesítőt kérjen akkor, ha őt érdeklő hirdetés kerül feltöltésre.

### Kedvenc eladó
A vevő elmentheti kedvenc eladóit és értesítőt kérhet, ha új hirdetést töltenek fel.

### Gyűjtemény
A gyűjtemények a Galéria Savariára feltöltött termékek csoportjai, amelyeket felhasználók, szakértők hoznak létre egy meghatározott téma köré csoportosítva. A tartalmas és gondosan összeválogatott gyűjtemények ösztönözhetik és segíthetik a vásárlókat abban, hogy új termékeket fedezzenek fel.

### Csoportos termékszerkesztés
A Galéria Savaria csoportos szerkesztője lehetővé teszi a hirdetések egyszerre, tömegesen történő szerkesztését. Az antik kereskedéssel, bolttal rendelkező eladók terméknyilvántartásként is használhatják a felületet és az adminisztratív munkát elkerülve könnyedén naprakészen tarthatják kínálatukat.

## Megjelenések, említések
A témájának és a hirdetések széles választékának köszönhetően a Galéria Savaria több régi időket felidéző cikk képforrásaként szolgált már, például:
- 222 éves akác a Lánchíd Pesti hídfőjénél
- 10 konyhai eszköz, amit a fiatalok már nem ismernek
- 14 nosztalgikus konyhai eszköz
- Magyar Moszkva

Az oldalon időnként szokatlan, szenzációszámba menő hirdetések is felbukkannak, például:
- Arany János által vett bútordarabokat árultak az interneten Archiválva 2016. június 11-i dátummal a Wayback Machine-ben
- Megdöbbentő! 60 millióért árulják Hitler aláírását![halott link]